# Canal du nerf hypoglosse
Le canal du nerf hypoglosse (ou canal hypoglosse ou canal de l'hypoglosse ou canal condylien antérieur), est un canal osseux de l'os occipital creusé transversalement dans la partie latérale de l'os occipital.

## Structure anatomique
Le canal du nerf hypoglosse se situe au-dessus de la partie moyenne du condyle occipital
Son entrée endocrânienne se trouve au-dessous et en arrière du tubercule jugulaire.
Sa sortie exocrânienne s'ouvre au fond de la fosse condylienne antérieure (ou fossette condylienne antérieure ou fossette précondylienne).
Il donne le passage au nerf hypoglosse (nerf crânien XII), au rameau méningé de l'artère pharyngienne ascendante et à une veine émissaire du plexus basilaire.

## Embryologie et Variations
Le canal hypoglosse se forme durant le stade embryonnaire du développement chez les mammifères.
Les variations embryonnaires conduisent parfois à la présence de plus de deux canaux lors de la formation de l'os occipital.

## Rôle
Il donne le passage au nerf hypoglosse (nerf crânien XII), au rameau méningé de l'artère pharyngienne ascendante et à une veine émissaire du plexus basilaire.

## Aspect clinique
L'étude du canal hypoglosse aide au diagnostic des tumeurs de la base du crâne comme les néoplasmes du glomus jugulaire volumineux, les myélomes et le méningiome.
Les études du canal hypoglosse tournent autour du développement de techniques de forage pour obtenir une voie d’accès chirurgical sur cette zone du cerveau.

## Recherche
Le canal hypoglosse a récemment été utilisé pour tenter de déterminer du langage humaine. Les chercheurs ont découvert que les hominidés qui vivaient il y a 2 millions d'années avaient un canal de la même taille que celui des chimpanzés d'aujourd'hui. Certains scientifiques supposent ainsi qu'ils étaient incapables de parler. Cependant, les H. sapiens archaïques d'il y a 400 000 ans avaient un canal de la même taille que celui des humains modernes, ce qui signifierait qu'ils auraient pu avoir la capacité de langage parlé. Certains Néandertaliens avaient également le canal hypoglosse de la même taille que l'archaïque H. sapiens. Cependant, des études récentes impliquant plusieurs espèces de primates n'ont pas réussi à trouver des preuves concluantes d'une relation entre sa taille du canal et le langage parlé.

## Galerie

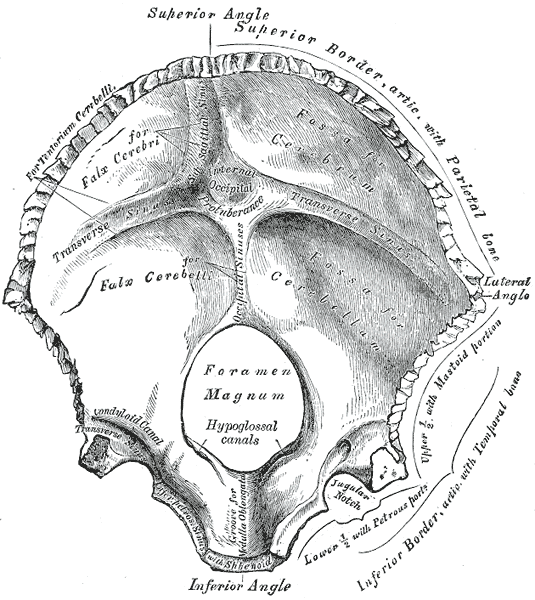
La face interne de l'os occipital, le canal hypoglosse est légendé en bas (Hypoglossal canals).
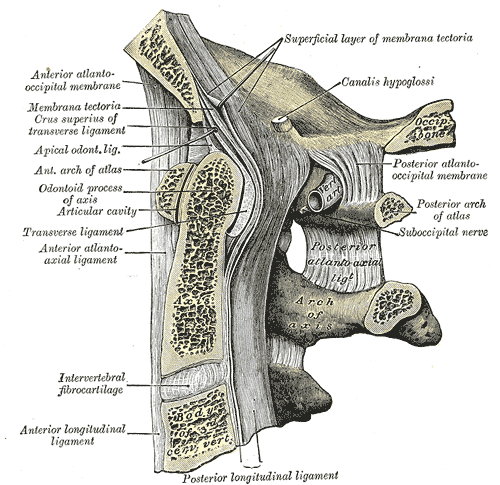
Section sagittale médiane à travers l'os occipital et les trois premiers vertèbres cervicales, le canal hypoglosse est légendé le deuxième à droite (Canalis hypoglossi).